# Agencja brandingowa
Agencja brandingowa – przedsiębiorstwo zajmujące się tworzeniem tożsamości firmy lub marki, oraz kreowaniem ich wizerunku za pomocą najważniejszych elementów budowania świadomości marki takich jak: nazwa, logo, identyfikacja wizualna, strategia i wartości marki. Agencja brandingowa bywa czasami utożsamiana z agencją reklamową, jednak między tymi dwoma typami firm występują różnice w charakterze działań i przeznaczeniu realizowanych usług. 

## Główne zadania
Działania agencji brandingowej skupiają się na:
- tworzeniu nowych marek,
- przeprowadzaniu zmian marek już istniejących, zwanych odświeżeniem lub rebrandingiem.

Są one realizowane poprzez świadczenie konkretnych usług takich jak:
- przeprowadzanie badań marki, analiz i konsultacji,
- tworzenie strategii marki,
- tworzenie nazw marek (naming),
- projektowanie identyfikacji wizualnej (w tym logo marki),
- wdrażanie i komunikowanie marki na rynku.

## Różnice pomiędzy agencją brandingową i agencją reklamową
Agencja brandingowa skupia się na zaprojektowaniu marki i tworzeniu jej podstawowych zasad. Może również planować kampanię wprowadzającą markę na rynek lub komunikującą jej zmianę. Istotą działalności agencji brandingowej jest projektowanie koncepcji marki oraz planowanie działań, które wspomagają kreowanie marki wśród odbiorców. Z reguły nie jest ona odpowiedzialna za bieżącą realizację procesu budowy świadomości marki.
Agencja reklamowa prowadzi natomiast bieżące działania reklamowe i promocyjne, których głównym celem jest bezpośrednie zwiększenie sprzedaży, wzrost rozpoznawalności marki lub utrwalenie jej wizerunku wśród odbiorców. Z założenia nie zajmuje się ona projektowaniem samej koncepcji marki, ale jest jej realizatorem i propagatorem.